# تركي الشايع
تركي عبدالله الجيماز، لاعب كرة قدم كويتي سابق.
لاعب نادي الصليبيخات الرياضي الكويتي وكانت بداية لعبه مع نادي الكويت الكويتي في عمر 13-18 ثم لاعب مع نادي النصر الكويتي وثم مع المنتخب الكويتي و كانت أفضل مباراة لعبها مع المنتخب مع منتخب لبنان حينها سجل هدفاً.